# Stadler Tango
Stadler Tango — трамвай та легкорейковий потяг виробництва Stadler Rail. 
Постачається як 100% з високою підлогою, так і на 70% з низькою підлогою. 
Використовується у Бохумі, Базелі, Женеві, Ліоні та Орхусі.

## Характеристики
Міста, в яких працюють «Tango», вимагають наступних характеристик для свого рухомого складу: швидкість (до 100 км/год ), надійність, безпека та сумісність із спільним використанням інфраструктури, економічність (пропускна здатність, адаптована до перевезень та перспектив їхнього руху), а також комфорт і естетика. 
У випадку з Аппенцеллербанен легкорейковий рухомий склад також має працювати з сильними похилами у передгір'ях на південь від Санкт-Галлена. 

## Використання

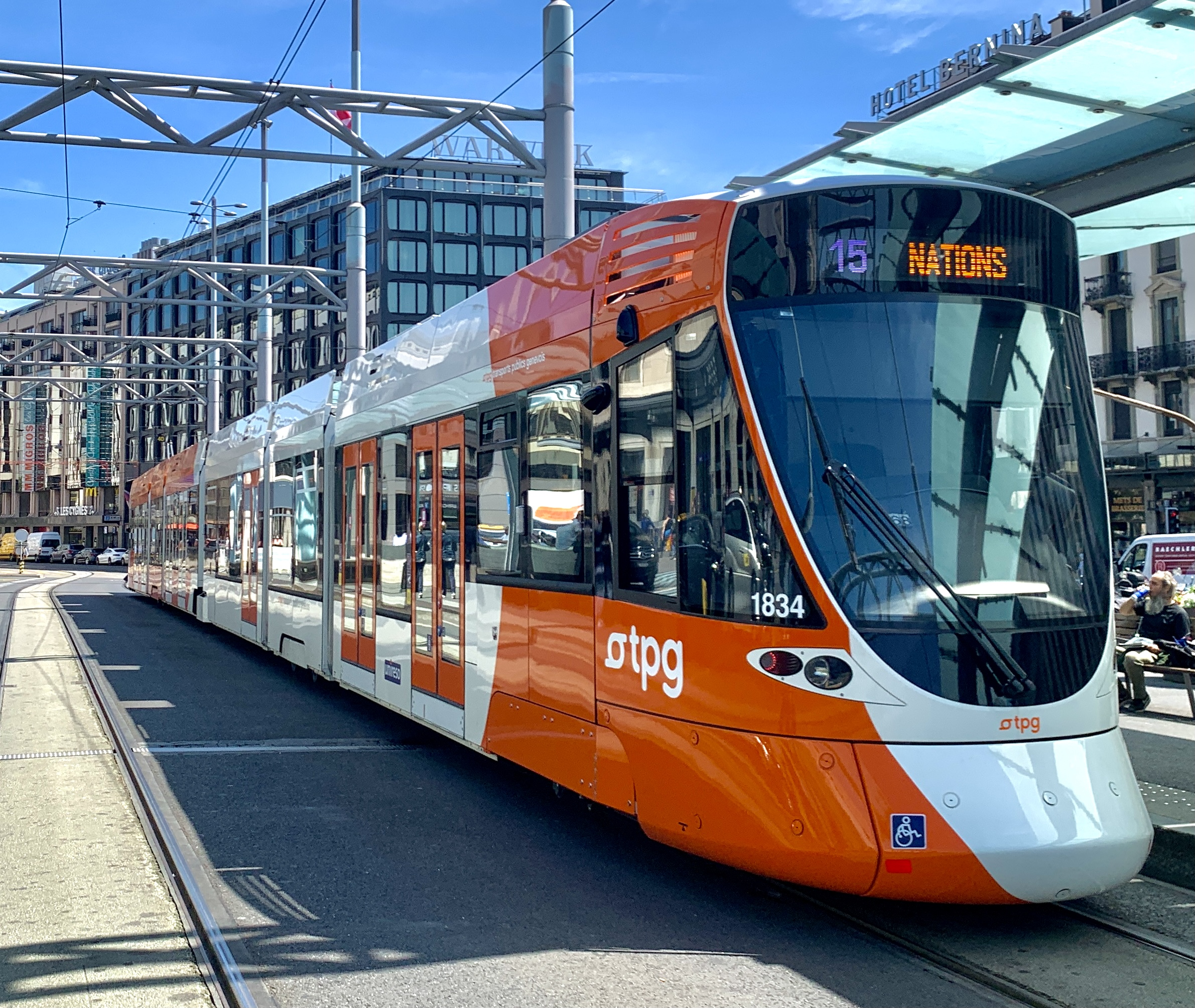
«Tango» у Женеві

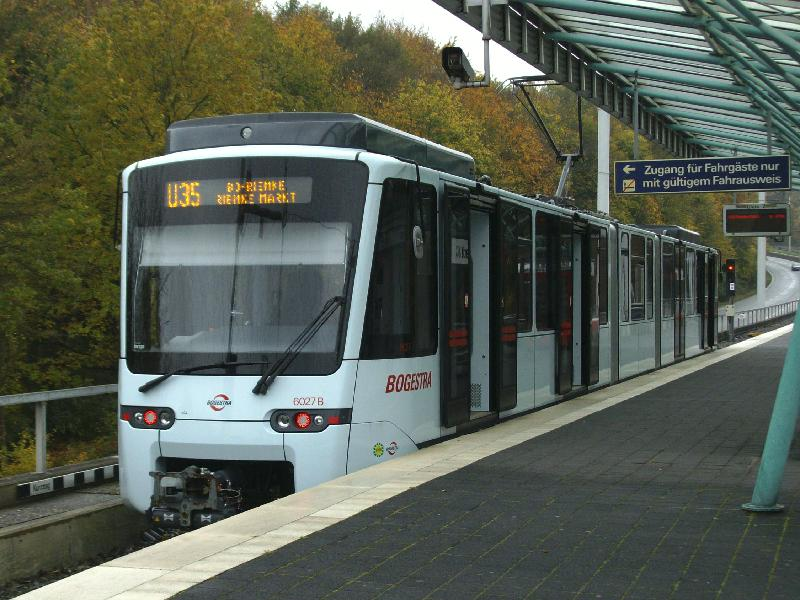
«Tango» у Бохумі

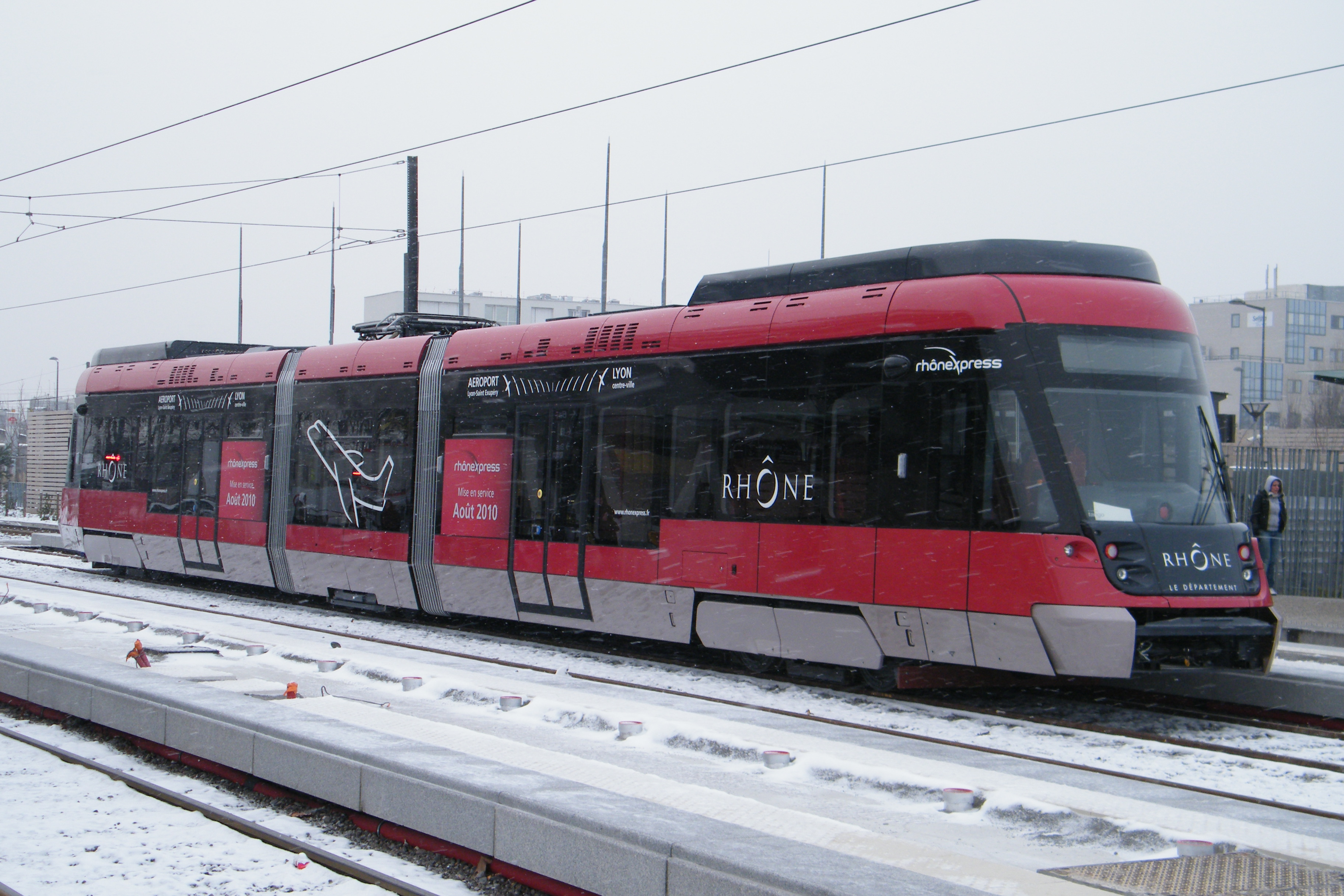
«Tango» у Ліоні

### Базель
Трамваї «Tango» для Базеля є односторонніми і односпрямованими, довжиною 45 м. 
Трамваї випускаються у 6-секційному варіанті, у якого 2 і 5 секції короткі, а інші довші. 
Під секцією 1, між 3 і 4 і під 6 розташовані візки. 
Кожен візок використовує два двигуни потужністю 125 кВт кожен. 
Місткість трамваю – 276 пасажирів, з них 182 сидячі. Сидіння розташовані за схемою 2+1. Максимальна швидкість 80 км/год.

### Женева
Трамваї «Tango», вироблені для Женеви, мають довжину 44 м і важать 57 тонн та є двосторонні. 
Місткість трамваїв – 261 осіб, у тому числі 88 сидячих. 
Максимальна швидкість трамвая 70 км/год. Розташування секцій і двигунів подібне до базельських трамваїв.

### Бохум
Трамваї для Бохума — трисекційні та високопідлогові довжиною 28,2 м. Вони були придбані для обслуговування лінії U35.

### Форх
Трамваї для Форху є чотирисекційними та частково низькопідлоговими. Курсують коліями шириною 1000 мм. Були придбані для експлуатації на вузькоколійній залізниці Форхбан, що сполучає Цюрих-Штадельгофен — Есслінген.

### Краків
Для Кракова «Stadler» виготовив вагони у версії Stadler Tango Kraków Lajkonik, ці трамваї є низькопідлоговими, трисекційними та односторонніми, їх довжина 33,4 м 
. 
Перший трамвай вийшов на лінію 18 червня 2020 
. 
19 серпня 2021 року останній із 50 замовлених вагонів прибув до трамвайного депо Підгуже.
Загальна кількість замовлених Краковом трамваїв Tango склала 110 вагонів
.

### Ліон
У Ліоні «Tango» використовують на лінії Rhônexpress, що сполучає центр міста з аеропортом Сент-Екзюпері та його залізничною станцією TGV, відкритою в 2010 році. Трамваї мають 27 м завдовжки, трисекційні, двосторонні, 70% низькопідлогові.Максимальна швидкість —100 км/год.

### Штутгарт
Трамваї «Tango» для Штутгарта мають довжину 38,6 м, ширину 2,7 м та є повністю високопідлоговими, двоспрямованими.

### Санкт-Галлен-Троген
5 триблокові, частково низькопідлогові і двонаправлені, довжиною 37 м. Максимальна швидкість поїздів становить 80 км/год.
Аппенцеллербанен уклала контракт зі «Stadler Rail» на доставку семи нових Tango для використання на залізниці Аппенцелль–Ст. Галлен–Троген починаючи з 2017 року. 
Раніше залізниця від Санкт-Галлена до Аппенцелля обслуговувалась зубчастою залізницею. 

### Орхус
Aarhus Letbane отримав 12 «Stadler Tango» (з максимальною швидкістю 100 км/год) і 14 Stadler Variobahn, загалом 26 одиниць.

## Експлуатація

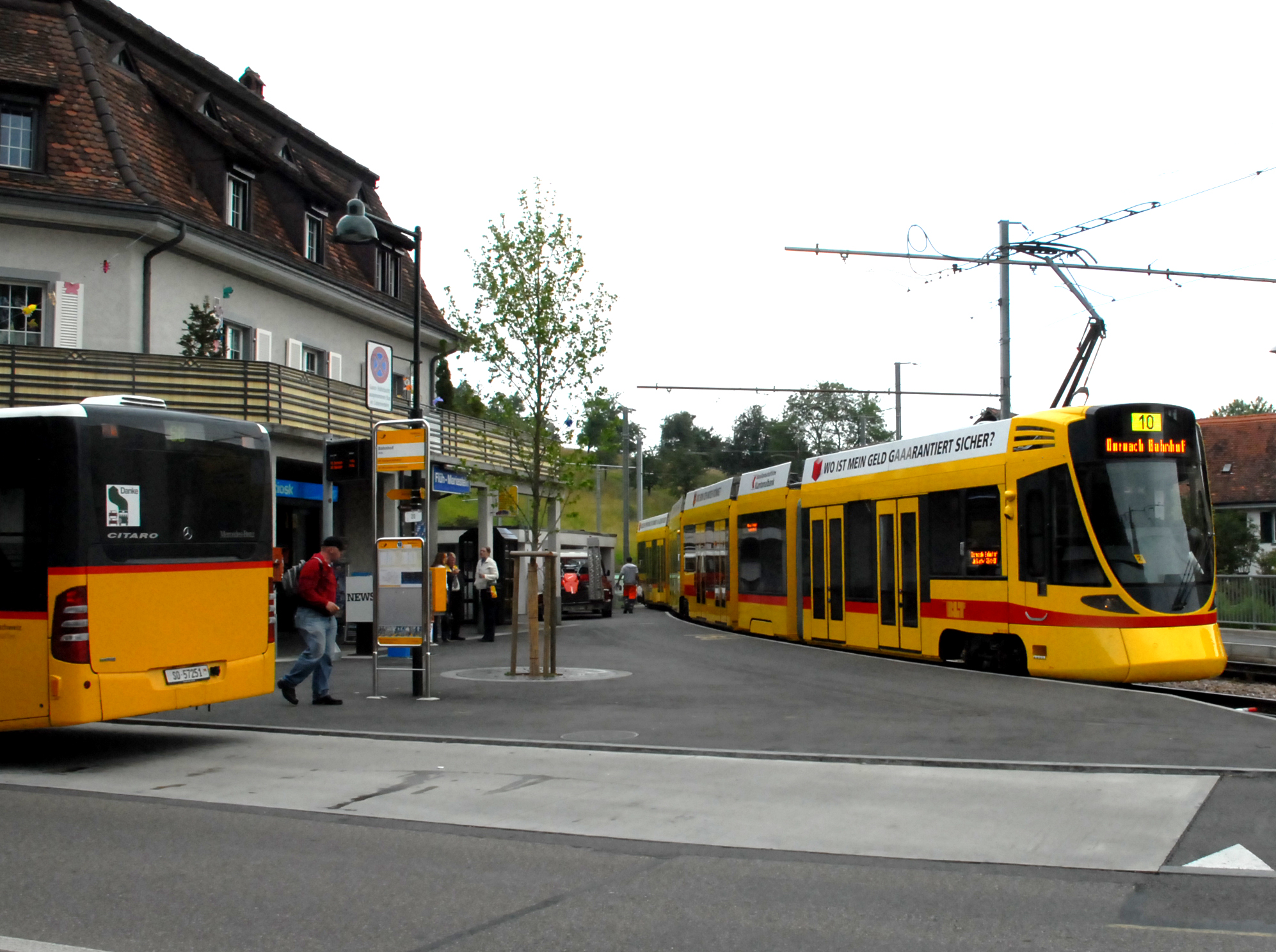
«Tango» на зупинці Флюх

### Швейцарія
Першим швейцарським містом, яке замовило трамваї «Tango», став Базель, який в 2006 році замовив 60 трамваїв, з яких 20 трамваїв було доставлено Baselland Transport AG (BLT), а решта 40 — Basler Verkehrs-Betriebe (BVB). 
Ще одне місто, яке придбало трамваї «Tango», — Женева, яка в січні 2010 року замовила 32 трамваї. 
Загалом у 4 містах Швейцарії курсують трамваї або поїзди «Tango»:
| Місто      | Рік постачання | Кількість |
| ---------- | -------------- | --------- |
| Базель     | з 2008         | 60        |
| Женева     | 2011           | 32        |
| Цюрих      | 2004 i 2008    | 13        |
| Ст. Галлен | 2004 i 2008    | 5         |

### Німеччина
| Місто    | Рік постачання | Кількість |
| -------- | -------------- | --------- |
| Бохум    | 2007           | 6         |
| Штутгарт | ?              | 20        |

### Франція
| Місто | Рік постачання | Кількість |
| ----- | -------------- | --------- |
| Ліон  | 2009–2010      |           |

### Польща
| Місто  | Рік постачання | Кількість |             |
| ------ | -------------- | --------- | ----------- |
| Краків | з 2019         | 50 з 110  | [ 8 ] [ 9 ] |